# Episodi di Tell Me a Story (prima stagione)
La prima stagione della serie televisiva Tell Me a Story, composta da 10 episodi, è stata distribuita su CBS All Access dal 31 ottobre 2018 al 3 gennaio 2019.
In Italia, la stagione è andata in onda in prima visione sul canale satellitare Sky Serie dal 31 ottobre al 28 novembre 2021.
| nº | Titolo                  | Pubblicazione USA | Prima TV Italia  |
| -- | ----------------------- | ----------------- | ---------------- |
| 1  | Chapter 1: Hope         | 31 ottobre 2018   | 31 ottobre 2021  |
| 2  | Chapter 2: Loss         | 8 novembre 2018   | 31 ottobre 2021  |
| 3  | Chapter 3: Greed        | 15 novembre 2018  | 7 novembre 2021  |
| 4  | Chapter 4: Rage         | 22 novembre 2018  | 7 novembre 2021  |
| 5  | Chapter 5: Madness      | 29 novembre 2018  | 14 novembre 2021 |
| 6  | Chapter 6: Guilt        | 6 dicembre 2018   | 14 novembre 2021 |
| 7  | Chapter 7: Betrayal     | 13 dicembre 2018  | 21 novembre 2021 |
| 8  | Chapter 8: Truth        | 20 dicembre 2018  | 21 novembre 2021 |
| 9  | Chapter 9: Deception    | 27 dicembre 2018  | 28 novembre 2021 |
| 10 | Chapter 10: Forgiveness | 3 gennaio 2019    | 28 novembre 2021 |

## Chapter 1: Hope
- Diretto da: Liz Friedlander
- Scritto da: Kevin Williamson

### Trama
Tim e Kayla cercano di costruire una nuova vita a New York, insieme alla madre di lui, Connie. Gabe e Hannah si riuniscono in condizioni estreme. Jordan e Beth hanno dei problemi coniugali, ma appena sembra che le cose stiano andando per il meglio una rapina in gioielleria cambia le sorti della coppia.

## Chapter 2: Loss
- Diretto da: Liz Friedlander
- Scritto da: Eduardo Javier Canto e Ryan Maldonado

### Trama
Jordan aiuta la polizia a localizzare uno dei rapinatori del furto di gioielli; Eddie capisce che le cose sono peggio di quanto immaginasse. Hannah aiuta Gabe a coprire le sue tracce.

## Chapter 3: Greed
- Diretto da: Mark Tonderai
- Scritto da: Hollie Overton

### Trama
Stufo delle indagini della polizia, il bisogno di risposta di Jordan diventa velocemente un'ossessione. Kayla è determinata a mantenere segreti i rapporti tra lei e Nick, ma la gelosia di Ethan minaccia di far deragliare i suoi piani. Hannah fa una scoperta straordinaria su Dan.

## Chapter 4: Rage
- Diretto da: Mark Tonderai
- Scritto da: Kim Clements

### Trama
Jordan rende la vita di Eddie un incubo sperando di scoprire chi ha ucciso la sua compagna. Hannah e Gabe organizzano la propria fuga. Kayla decide di dare una seconda chance all’amicizia con Ethan ma le cose non vanno come sperava.

## Chapter 5: Madness
- Diretto da: Solvan Naim
- Scritto da: Heather Zuhlke

### Trama
Nick trova un modo inaspettato per liberarsi di Ethan, mentre Kayla e Tim hanno l’ennesima discussione. Jordan, dopo aver superato il limite con Eddie, inizia ad occuparsi anche di Mitch. Gabe, convinto che lui e Hannah non possano occuparsi della fuga da soli, chiede aiuto a persone del loro passato contro il volere di Hannah.

## Chapter 6: Guilt
- Diretto da: Jeff T. Thomas
- Scritto da: Mary Leah Sutton

### Trama
Kayla passa una giornata in città con Nick, ma quando lui dice di amarla, lei decide di troncare il loro rapporto per mettere a posto la sua vita; Eddie ha un punto di rottura, ma Mitch gli offre una soluzione; una vulnerabile Hannah e Gabe sono accecate.

## Chapter 7: Betrayal
- Diretto da: Millicent Shelton
- Scritto da: Andrea Thornton Bolden

### Trama
Hannah e Gabe si ritrovano in fuga; La caccia alla vendetta di Jordan continua; Kayla e Laney indagano sul passato di Nick.

## Chapter 8: Truth
- Diretto da: John Stuart Scott
- Scritto da: Steve Stringer

### Trama
Jordan apprende una scioccante verità su Sam; Hannah torna a New York per cercare Gabe; Kayla scopre che l'ossessione di Nick potrebbe essere più profonda di quanto lei immagina.

## Chapter 9: Deception
- Diretto da: Adam Davidson
- Scritto da: Heather Zuhlke

### Trama
Hannah assume gli scagnozzi di Katrina; Nick si rifiuta di prendere no per una risposta; Rendendosi conto di avere un alleato, Jordan cerca di lasciare andare la sua ossessione per la vendetta.

## Chapter 10: Forgiveness
- Diretto da: Craig Zisk
- Scritto da: Kevin Williamson e Mary Leah Sutton

### Trama
Kayla si interrompe per cercare di salvare Colleen; Hannah prende la lotta per Katrina; Jordan raggiunge il suo punto di rottura.